# 特命?高橋克典空を飛ぶ!ニュージーランド5日間の有休!〜禁断の果実と秘湯・ワインの旅〜
「特命?高橋克典空を飛ぶ!ニュージーランド5日間の有休!〜禁断の果実と秘湯・ワインの旅〜」（とくめい たかはしかつのりそらをとぶ ニュージーランドいつかかんのゆうきゅう きんだんのかじつとひとうワインのたび）は、2004年7月11日にテレビ朝日で放送された紀行バラエティ番組。

## 放送日
2004年7月11日（日曜日）14:00 ～ 15:30
- 『サンデープレゼント』枠で放送。

## 出演者
- 高橋克典
- 原口あきまさ
- 三浦理恵子
- 滝沢沙織

## スタッフ
- 製作：メディアミックス・ジャパン
- プロデューサー：黒田徹也、山口一美
- ディレクター：渡辺修
- 企画協力：谷口元一、東城祐司
- 構成：川原慶太郎
- 演出：柳岡修一